# Alejandra Flores
Emilda María Alejandra Flores García (Ciudad de Guatemala, 1986) es una soprano guatemalteca.

## Biografía

### Estudios
Junto a los estudios de Arte Dramático en la Escuela Superior de Arte de la Universidad de San Carlos de Guatemala, emprende aquellos musicales con Zoila Luz García Salas (Conservatorio Nacional de la Ciudad de Guatemala) y de Canto lírico con Luis Felipe Girón May (Guatemala), Gustavo Manzitti (Instituto Superior de Arte del Teatro Colón, Buenos Aires, Argentina) y Amy Pfrimmer (Tulane University, Nueva Orleans, Estados Unidos). Refina la técnica vocal e interpretativa con Massimo Pezzutti (Italia).

### Actividad artística
En Guatemala se presenta en los escenarios más importantes del país: Gran Sala del Teatro Nacional, Teatro de Cámara "Hugo Carrillo", Teatro Municipal de Quetzaltenango, Conservatorio Nacional de Música "Germán Alcántara", Auditorio Juan Bautista Gutiérrez, Auditorio Mariano Gálvez, Auditorio de la Universidad del Valle, Auditorio Alejandro Von Humboldt, Teatro Abril, Solo Teatro, Teatro Dick Smith, Teatro Lux. Participa en la primera ejecución de la ópera lírica Il Duce de Federico García Vigil, interpretando el rol de Rachele (esposa de Mussolini) en el Teatro Solís de Montevideo (Uruguay). Canta en Rigoletto de Giuseppe Verdi en el Jefferson Performing Arts Center y en varios conciertos para la Jefferson Performing Arts Society (Nueva Orleans, Louisiana, Estados Unidos). Invitada de honor en la Casona de La Ópera en San José, Costa Rica. Acompañada en concierto por importantes músicos como Andrea Bacchetti, Gianfranco Bortolato y Massimiliano Damerini.

## Premios y reconocimientos
- Medalla de Oro en The World Championships of Performing Arts (Olimpiadas Mundiales de las Artes) Los Ángeles, California (Estados Unidos)
- Trofeo Arco Iris Maya por mejor voz juvenil (Guatemala)
- Premio Artista del Año 2004 como Artista Revelación en la Ópera (Guatemala)
- Diploma de Reconocimiento a la "Alta Calidad Artística y aporte del Arte Lírico de Guatemala" (Ministerio de Cultura y Dirección General de las Artes)
- Premio Artista del Año 2014[3] por la trayectoria artística en Belcanto (Guatemala)
- Primer Lugar en el Primer Concurso Centroamericano de Canto Lírico[4] - CONCECALI[5] 2016, San José (Costa Rica)